# Petroglifos de San Jacinto
Los petroglifos de San Jacinto son un conjunto de grabados en las rocas pertenecientes a la cultura zenú, ubicados en Colombia.

## Descripción
En los municipios de San Jacinto y San Juan Nepomuceno (departamento de Bolívar, Colombia), se encuentran varios sitios arqueológicos pertenecientes a la cultura zenú, también conocida como sinú.
El más importante de estos grabados se encuentra sobre el tramo del Arroyo Rastro, mayormente en jurisdicción en el municipio de San Juan Nepomuceno y muestra la cara de un cacique zenú, con otras caras ubicadas encima de la principal. Para algunos investigadores las otras caras representarían los antepasados del cacique.